# Rivière Musquaro
Pour les articles homonymes, voir Musquaro.
La rivière Musquaro coule vers le sud dans la municipalité de la Côte-Nord-du-Golfe-du-Saint-Laurent, dans la municipalité régionale de comté (MRC) de Le Golfe-du-Saint-Laurent, dans la région administrative de la Côte-Nord, au Québec, au Canada.

## Géographie
Longue d'environ 170 km, la rivière Musquaro prend sa source au lac Umuaku Nepit et à une quinzaine de kilomètres au sud-ouest de la rivière Olomane Ouest. En zigzaguant vers le sud, la rivière engendre quelques lacs que son courant traverse.
Le principal plan d'eau alimentant la rivière Musquaro est le lac Musquaro dont une baie au sud où se situe son embouchure, est à environ 32,5 km (en ligne directe) au nord-est de la municipalité de Côte-Nord-du-Golfe-du-Saint-Laurent. Ce lac est situé à 4 km au nord du lac Musquanousse lequel se décharge dans la rivière Musquanousse dont l'embouchure est à 8 km à l'Est de l'embouchure de la rivière Musquaro.
Parcours de la rivière
Les deux rivières (Musquaro et Musquanousse) coulent presque en parallèle. La rivière Musquaro commence à la décharge du lac Musquaro ; les eaux coulent alors vers le sud, puis le sud-ouest à partir de la Pointe de la Fourche. Puis, en se dirigeant vers les sud, les eaux traversent le Lac du Grand Pliant et le lac du Camp à John. Le courant continue sa course vers le sud-est en traversant le lac Bonenfant.
Sur les segments suivant de son parcours, la rivière Musquaro passe devant la Pointe à la Loutre, traverse la Baie de la troisième chute, croise l'île des Rats Musqués, traverse la Baie du Français et croise l'île de la Ligne du Télégraphe. La rivière se décharge dans la Baie Kauahinekaut, près des îles Menahkunakat, Kahakaut et Mantuh, de l'archipel de Washicoutai. Cette baie est située entre la Pointe Musquaro (à l'ouest) et la Pointe Chicoutal (à l'est).

## Poste de traite
Le canton Musquaro, situé à environ 160 km à l'Est de Havre-Saint-Pierre, est traversé par la rivière Musquaro. Le hameau Musquaro est situé à l'embouchure de cette rivière (entre La Romaine et Côte-Nord-du-Golfe-du-Saint-Laurent), sur le site d'un ancien poste de traite établi vers 1710 par les Français. Un second comptoir de traite de la fourrure l'aurait remplacé vers 1770.
En 1780, l'équivalent du territoire du Canton Musquaro est concédé à la Labrador Company of Quebec. En 1803, cette entreprise reconcède ses droits d'exploitation à la Compagnie du Nord-Ouest. La Compagnie de la Baie d'Hudson acquiert ces droits en 1821 ; puis abandonnera définitivement le poste en 1925. Le Canton de Musquaro a été proclamé en 1869 par le Gouvernement du Québec.
Les poissons foisonnent dans la rivière Musquaro. Le bassin hydrographique est riche en gibier à plumes et à fourrures.

## Toponymie
Le toponyme "Rivière Musquaro" a été officialisé le 5 décembre 1968 à la Banque des noms de lieux de la Commission de toponymie du Québec.